# Алекс (попугай)
Алекс (1976 — 6 сентября 2007) — попугай жако, который получил известность из-за экспериментов доктора наук Айрин Пепперберг.

## Этимология имени попугая
Попугай был назван по программе Avian Language EXperiment (птичий языковой эксперимент; позже Avian Learning EXperience — опыт обучения птицы).

## Суть эксперимента
Жако (африканский серый попугай) Алекс стал предметом научных обсуждений и изысканий в течение тридцати лет. Эксперимент с животным проводился психологом, доктором наук Айрин Пепперберг (I. Pepperberg) в университете Аризоны, а затем в двух университетах: Гарвардском и Брандейс. Попугай был приобретён в зоомагазине в возрасте около одного года. Преемником Алекса был попугай Гриффин.
До работы д-ра Пепперберг бытовало широко распространённое мнение научного сообщества, что птицы глупы и способны лишь к пародированию или подражанию звукам и человеческой речи, однако эксперимент с попугаем Алексом продемонстрировал и доказал, что птицы могут анализировать и логически рассуждать на базовом уровне, творчески используя слова и короткие фразы человеческой речи. Психолог писала о том, что Алекс являлся «первой ласточкой в исследовании интеллекта», стоя на одном уровне в экспериментах с дельфинами и человекообразными обезьянами. Пепперберг продемонстрировала научному миру, что интеллектуальное развитие попугая Алекса достигло уровня развития пятилетнего ребёнка, и это не является пределом. В процессе эксперимента Пепперберг выяснила и сообщила, что на момент смерти птица имела уровень эмоционального развития человека в возрасте двухлетнего ребенка.

## Достижения
В 1999 году доктор Пепперберг опубликовала достижения жако, в которых говорится, что Алекс мог определить до пятидесяти различных объектов и опознать одновременно до шести предметов, он мог различать семь цветов и пять фигур, а также осознавать понятия «больше», «меньше», «одно и то же», «разные», «над» и «под». Словарный запас попугая составлял около 150 слов, но наиболее примечательным в эксперименте и попугае было то, что он понимал, о чём говорил. К примеру, когда Алексу демонстрировали объект и задавали вопрос о его форме, цвете или материале, он давал верные ответы. Если попугая спрашивали о разнице между двумя предметами, он отвечал, одинаковые они или разные («Да/Нет») и в чём разница. Алекс был способен вести простой математический расчёт. Когда однажды жако устал от эксперимента, он заявил: «Wanna go back» (Хочу уйти), желая вернуться к себе в клетку. Если Пепперберг проявляла раздражение, Алекс говорил: «I’m sorry» (Извини). Когда попугаю предложили орех, он утвердительно попросил: «Хочу банан» и, молча подождав, повторил просьбу. Когда ему дали орех вместо банана, он запустил им в Пепперберг. Во время научно-исследовательской работы с попугаем 80 процентов ответов были логически верными.
Эксперименты показали, что Алекс может различать предметы одинакового цвета, но разные по составу материалов, из которых они были сделаны. Д-р Пепперберг научила попугая узнавать и называть написанные цифры.
В июле 2005 года Пепперберг сообщила, что Алекс осознает значение понятия нуля. В июле 2006 года она обнаружила, что Алекс также воспринимает оптические иллюзии — аналогично человеческому восприятию.
При обучении попугая чтению Пепперберг обучила птицу различать некоторые буквы, в результате Алекс стал определять комбинационные звуки при слиянии букв английского алфавита — такие, как SH и OR.

## Смерть Алекса
Алекс умер 6 сентября 2007 года в возрасте 31 года. Смерть Алекса была неожиданной, так как средняя продолжительность жизни жако — около 50 лет. Накануне он выглядел здоровым, но наутро его нашли мёртвым. Согласно пресс-релизу, опубликованному фондом Алекса, «Алекс был здоров на последнем ежегодном медосмотре за две недели до смерти. Согласно ветеринару, проводившему вскрытие, не было никакой очевидной причины смерти». По словам Пепперберг, потеря Алекса не остановит исследований, но это будет большим шагом назад. В лаборатории есть ещё две птицы, но их навыки не достигают навыков Алекса.
4 октября фонд Алекса опубликовал заключение патологии: «Алекс умер быстро. У него был резкий, неожиданный катастрофический исход из-за атеросклероза (закупорка сосудов)». Эта была фатальная аритмия, сердечный приступ или удар, который заставил его умереть быстро, без мучений. Его смерть невозможно было предсказать. Все его тесты, включая уровень холестерина, вернулись в норму неделей раньше. Его смерть не могла быть связана с его текущей диетой или возрастом. Ветеринар сказала, что она видела похожие случаи у молодых птиц (младше 10 лет) при правильном питании. Более всего похоже, что причины генетические, либо это какое-то трудно обнаруживаемое воспалительное заболевание (невозможно обнаружить у птиц), родственное болезням сердца у людей.
Последними словами, которые Алекс сказал Пепперберг, были: «You be good. See you tomorrow. I love you» («Будь хорошей. Увидимся завтра. Я люблю тебя»).
Клетки большинства земных многоклеточных организмов имеют генетический механизм прекращения жизнедеятельности, который называется [апоптоз]. В отличие от приматов, у птиц сохранился второй подобный генетический механизм, который действует на уровне макроорганизма целиком и называется [феноптоз]. Внезапность смерти Алекса говорит о том, что его организм просто мгновенно отключился, накопив внутренние повреждения от атеросклероза, но не проявляя их внешне, поскольку генетический механизм феноптоза определил суммарное клеточное количество повреждений организма как избыточное.